# Diokles (Abai)
Diokles (altgriechisch Διοκλῆς) war im 2. Jahrhundert v. Chr. ein Dynast der Stadt Abai in Arabia.
Er ist einzig bekannt durch seine Erwähnung bei Diodor. Alexander I. Balas soll mit fünfhundert seiner Gefolgsleute bei ihm Unterschlupf gefunden haben, nachdem er im Kampf gegen Ptolemaios VI. unterlegen war und fliehen musste. Dort soll er dann von zwei Abtrünnigen ermordet worden sein. Zuvor soll Diokles bereits Alexanders Sohn Antiochos VI. bei sich aufgenommen haben.